# Wilfried Wesemael
Wilfried Wesemael (Aalst, 31 januari 1950) is een voormalig Belgisch wielrenner. Hij was beroepsrenner tussen 1973 en 1982 maar werd als amateur enkele malen Belgisch kampioen in diverse disciplines van het baanwielrennen. Wesemael was een belangrijke knecht van Jan Raas. Zijn belangrijkste overwinning is de eindzege in de Ronde van Zwitserland 1979. 

## Belangrijkste overwinningen

### Baan
| Jaar     | BK                                   | EK       | WK       | Overige                                     |
| Amateurs | Amateurs                             | Amateurs | Amateurs | Amateurs                                    |
| -------- | ------------------------------------ | -------- | -------- | ------------------------------------------- |
| 1970     | Ploegkoers                           |          |          |                                             |
| 1971     | Ploegenachtervolging                 |          |          |                                             |
| 1972     | Ploegenachtervolging · Achtervolging |          |          | Olympische Spelen: 12e Ploegenachtervolging |
| 1973     | Ploegkoers · Omnium                  |          |          |                                             |
| Elite    |                                      |          |          |                                             |
| 1973     | Derny                                |          |          |                                             |
| 1974     |                                      |          |          |                                             |
| 1975     |                                      |          |          |                                             |
| 1976     |                                      |          |          |                                             |
| 1977     |                                      |          |          |                                             |
| 1978     | Derny                                |          |          |                                             |
| 1979     |                                      |          |          |                                             |
| 1980     |                                      |          |          |                                             |
| 1981     | Derny                                |          |          |                                             |

### Weg
1974
- Kuurne-Brussel-Kuurne

1975
- etappe Ronde van Spanje

1979
- 7e etappe Deel A Dauphiné Libéré
- Eindklassement Ronde van Zwitserland

## Resultaten in voornaamste wedstrijden
| Jaar | Ronde van Italië | Ronde van Frankrijk | Ronde van Spanje |
| ---- | ---------------- | ------------------- | ---------------- |
| 1974 |                  | 73e                 |                  |
| 1975 |                  | buiten tijd         | 39e (1)          |
| 1976 |                  |                     |                  |
| 1977 |                  | buiten tijd         |                  |
| 1978 |                  | 47e                 |                  |
| 1979 |                  | opgave              |                  |
| 1980 |                  |                     |                  |
| 1982 |                  |                     | opgave           |

| Jaar | Milaan-San Remo | Gent-Wevelgem | Ronde van Vlaanderen | Parijs-Roubaix | Amstel Gold Race | Luik-Bast.‑Luik | Parijs-Tours | Omloop Het Volk | Rund um den Henninger-Turm |  | Wereldranglijsten |
| ---- | --------------- | ------------- | -------------------- | -------------- | ---------------- | --------------- | ------------ | --------------- | -------------------------- |  | ----------------- |
| 1974 |                 | 49e           | 10e                  |                | 13e              | 23e             |              |                 | 5e                         |  |                   |
| 1975 |                 |               | 32e                  |                |                  |                 |              |                 |                            |  |                   |
| 1976 | 11e             |               |                      |                |                  |                 |              | 10e             |                            |  |                   |
| 1977 | ↑               |               |                      |                |                  |                 | 11e          | 10e             | 15e                        |  |                   |
| 1978 |                 | 14e           |                      |                | 12e              |                 |              | 12e             |                            |  |                   |
| 1979 |                 |               |                      | 37e            |                  |                 |              |                 |                            |  | 23e (SPP)         |
| 1980 | 75e             |               |                      |                |                  |                 |              |                 |                            |  |                   |
| 1982 |                 |               |                      |                |                  |                 |              |                 |                            |  |                   |

Wielerploegen van Wilfried Wesemael
Allan ·
Baert (tot 30/06) ·
Bouckaert ·
Clinckart ·
De Wolf ·
Hermann ·
den Hertog ·
Kamper ·
Loysch ·
Malfait ·
Ocaña ·
Priem ·
Raas ·
Romero ·
Rompelberg ·
Rosiers ·
Schepmans ·
Smit ·
Steels ·
Van Der Linden ·
Vandersnickt · 
Wellens ·

Wesemael · 
Wildeboer · 
Wuyckens
De Cauwer ·
De Gendt ·
Gevers ·
Huisjes ·
van den Hoek ·
Karstens · 
van Katwijk ·
Knetemann  ·
Kuiper ·
Lubberding ·
Nickson (tot 15/06) ·
Priem · 
Raas · 
Thaler · 
van der Velde · 
Wellens · 
Wesemael
De Gendt ·
Gevers ·
Havik ·
Hildred ·
van den Hoek ·
van Katwijk ·
Knetemann  ·
Mutter ·
Lubberding ·
Oosterbosch · 
Priem · 
Pronk ·
Raas  · 
Sutter ·
Thaler · 
van der Velde · 
van Vliet ·
Wellens · 
Wesemael
Breu ·
De Gendt ·
van den Hoek ·
van Katwijk ·
Knetemann ·
Mutter ·
Lubberding ·
Oosterbosch · 
Priem · 
Pronk ·
Raas  · 
van der Velde · 
van Vliet ·
Wellens · 
Wesemael · 
Wijnands · 
Zoetemelk
Freuler ·
Hanegraaf ·
van den Hoek ·
Hoste ·
Knetemann ·
Maas ·
Lubberding ·
Oosterbosch · 
Peeters · 
Priem · 
Pronk ·
Raas · 
van der Velde · 
van Vliet ·
Wesemael · 
Wijnands · 
Zoetemelk